# Nicolae Viorel Oproiu
Nicolae Viorel Oproiu (n. 5 decembrie 1940, București) a fost primarul municipiului București în perioada 18 noiembrie  1990 - 2 septembrie 1991 din partea FSN, numit de guvernul Petre Roman (2).

## Biografie
A absolvit cursurile Facultății de instalații termice din cadrul Institutului Politehnic din București în 1965, după care a activat în proiectare, dezvoltare economică și consulting. A participat la numeroase proiecte în țară și în străinătate. A fost director al Organizației de Control al mărfurilor din cadrul Romcontrol.
În timpul mandatului său a luat măsuri de asigurare cu alimente, energie electrică și termică a populației pe perioada de iarnă. a organizat prima licitație pentru atribuirea de spații comerciale, 10 la număr și a facilitat apariția publicației „București” cu scopul de a prezenta problemele prioritare de pe agenda de lucru a primăriei și deciziile acesteia. A constituit primul colectiv de control menit să constate și să sancționeze contravențiile privind regimul de autorizare a construcțiilor.
La 29 martie 1991, Asociația Revoluționară 16-21 decembrie a organizat un miting de protest în care a cerut demiterea primarului general din cauza pretinselor sale legături cu foste structuri din conducerea PCR.

## Vezi și
- Lista primarilor Bucureștiului